# Mihályfi Ernő
Mihályfi Ernő    (1936-ig használt nevén Mihalovics Ernő; (Bér, 1898. szeptember 3. – Budapest, 1972. november 20.) újságíró, miniszter, a Magyar Népköztársaság Elnöki Tanácsa tagja, Rózsa Ferenc-díjas (1962).

## Családja
- Apja Mihalovics Sámuel evangélikus lelkész, anyja Szluika Jenke volt.
- Első felesége Tápay-Szabó Gabriella (1902–1961) írónő volt, akitől 1934-ben elvált, majd feleségül vette Filo-Fischer Ilona (Filo) grafikust.

## Életpályája
A Műegyetemen tanult, majd 1918-ban az olasz fronton volt katona. Még ugyanebben az évben beiratkozott a Budapesti Tudományegyetem bölcsészeti karára. Szegeden doktorált 1923-ban. Egyetemi évei alatt újságírással is foglalkozott. 1920-tól Az Estnek külső, majd belső munkatársa volt. 1923-ban az USA-ba ment, ahol inas, csomagkihordó, segédtisztviselő volt. 1924-ben tért vissza Magyarországra.
Sokoldalú újságírói tevékenységet fejtett ki. Barátja volt többek között Derkovits Gyula, Pátzay Pál. Az FKGP politikáját támogatta. Írt lapjában többek között Bálint György, Darvas József, Veres Péter. 1939-ben lemondott szerkesztői tisztségéről. Bajcsy-Zsilinszky Endre segítségével megindította a Független Magyarországot, melyet Bajcsy-Zsilinszky Endre kiválása után is szerkesztett. 1942-ben részt vett a Magyar Történelmi Emlékbizottság megalakításában. Szerkesztette a Magyar Nemzetet is. 1944 márciusától, a német megszállás kezdetétől szülőfalujában, Béren bujkált.
1945 után a fővárosban az FKgP balszárnyának egyik vezetője lett, mint a városi értelmiséget tömörítő ún. Fórum-kör tagja. 1945 februárjában a FKgP-nél a sajtófőnök helyettese lett. Tagja volt a budapesti szervezet Intéző Bizottságának. Ismét megindította a Független Magyarországot, az Országos Nemzeti Bizottság lapját, s egy ideig szerkesztette a Világot is. Az 1945-ös választásokon pótképviselővé választották. 1947. január 21-én a lemondott Andaházi Kasnya Béla helyére hívták be az Országgyűlésbe, melynek aztán haláláig tagja maradt.
Az Elnöki Tanácsnak megalakulásától, 1949-től haláláig tagja volt. 1947. március 17. és 1947. szeptember 24. között tájékoztatásügyi miniszter; a Történelmi Emlékbizottság főtitkáraként előkészítette az 1848–1849 centenáriumának megünneplését. 1947. május 31. és 1947. szeptember 24. között ideiglenes megbízással külügyminiszter volt. 1947. szeptember 24-étől 1948. november 23-áig a köztársasági elnöki hivatal vezetője volt. 1948. november 23-ától 1949. április 12-éig az országgyűlés alelnöke volt. 1949–1951 között a Kultúrkapcsolatok Intézetének elnöke volt. 1949–1951 majd 1957–1972 között a Magyar Nemzet főszerkesztője volt. Közben 1951–1957 között népművelési miniszter-helyettes volt, e minőségében 1954-től egy ideig tagja volt az Építészeti Tanácsnak is. 1957–1958-ben mint művelődésügyi miniszter-helyettes a minisztérium újjászervezését vezette. 1956-ban átvette az evangélikus egyház egyetemes felügyelői tisztét. A Hazafias Népfront és az Országos Béketanács elnökségének tagja, a Magyar–Szovjet Baráti Társaság és a Magyar ENSZ Társaság elnöki tisztét töltötte be.

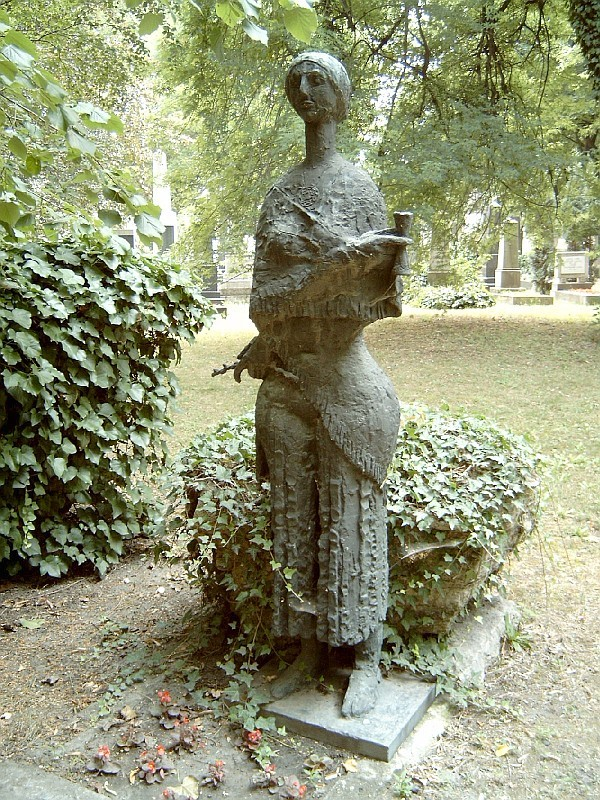
Sírja Budapesten. Fiumei úti sírkert: 34/2-1-22. Somogyi József alkotása.

Mihályfi Ernő utolsó lakóhelye, a II. kerületi Bogár utcában található villa kertje budapesti védettséget élvező természeti érték. A 60 különleges fafajtának és mintegy 300 lágyszárú növénynek helyet adó kertet Ormos Imre tervezte. Kiemelkedő értéke a sziklakert és a rózsagyűjtemény.

## Művei
- Nagy elődök – méltó utódok. Negyvennyolctól-negyvennyolcig. A magyar ifjúság könyve (Budapest, 1948)
- Tízezer kilométer a béke birodalmában. Úti jegyzetek; Szikra, Budapest, 1952
- Cselekedjetek, cselekedjetek, cselekedjetek! Mihályfi Ernő jegyzetei a Moszkvai Általános Leszerelési és Béke-Világkongresszusról; képszerk. Filo; Kossuth, Budapest, 1962 (A világesemények dióhéjban kiskönyvtára)
- A mérges csók (szerkesztette és a bevezető tanulmányt írta, Budapest, 1962)
- A Szovjetunió magyar szemmel; szerk. Mihályfi Ernő; Kossuth, Budapest, 1967
- Emlékirat helyett (cikkek, tanulmányok, Kállai Gyula bevezetőjével, Budapest, 1975)
- Művészek, barátaim (képzőművészeti írások, Pátzay Pál bevezetőjével, Budapest, 1977)

## Díjai, elismerései
- Kossuth-érdemrend (első osztály) (1948)
- Munka Érdemrend (1955)[7]
- A Munka Vörös Zászló Érdemrendje (1958)[8]
- Rózsa Ferenc-díj (1962)
- Munka Érdemrend arany fokozata (1965)[9]
- A Magyar Népköztársaság Zászlórendje (1970)[10]

## Emlékezete
- Sírja Budapesten, a Fiumei úti sírkertben található.
- Emlékére felesége és fia a Magyar Nemzet fiatal újságírói és rajzolói részére alapítványt tett, amelynek díját minden év szeptember 2-án egy tehetséges fiatal kapja.